# Berline du roi Louis II de Bavière
La berline du roi Ludwig II de Bavière est une voiture-salon du train de la cour du roi Ludwig II de Bavière. Le wagon préservé fait partie de l'inventaire du Musée des transports de Nuremberg.

## Histoire
Le roi Maximilien II fit construire son deuxième train de cour à partir de 1858. Cela comprenait également une berline pour l'usage personnel du roi, fabriquée par la Fonderie de fer Klett & Comp. à  Nuremberg. Le châssis du véhicule est en fer, l'ossature est principalement en bois.
Le roi Ludwig II a repris ce wagon du stock de son père et l'a fait redessiner en profondeur pour son usage.

## Construction et utilisation du wagon

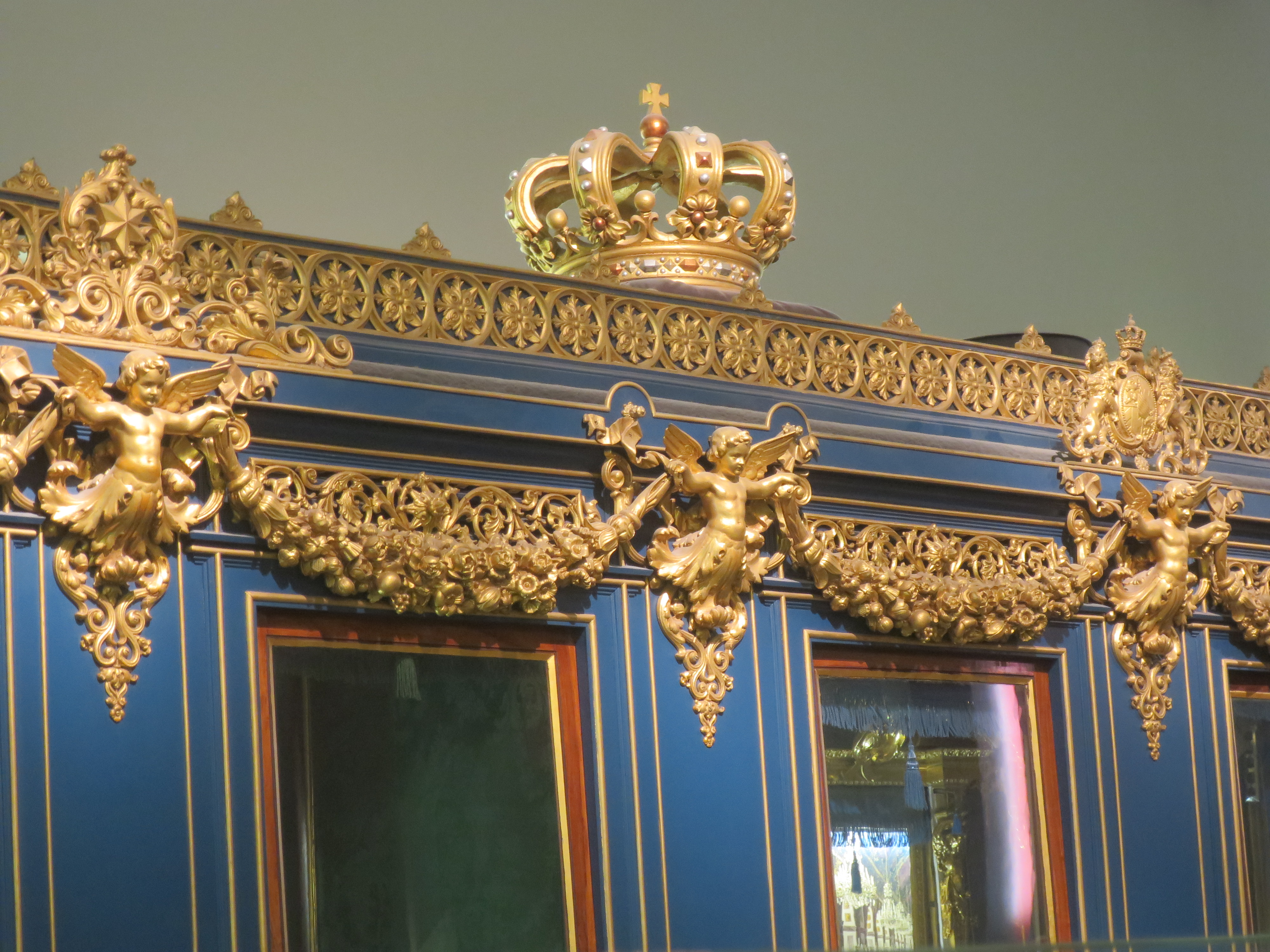
La couronne du roi

### Fabrication
La transformation de la berline fut l'une des premières « activités de construction » que le roi se fit un plaisir d'entreprendre durant son règne. Tout d'abord, en 1868, Ludwig II avait la couronne d'environ 50 centimètres de haut attachée au toit de la voiture, une copie exacte de la couronne royale bavaroise. Ceci et la conversion ultérieure de la voiture étaient une démonstration politique : après la guerre perdue de 1866 et la médiatisation imminente du royaume de Bavière en un Reich allemand (qui ne fut achevée qu'en 1871), Ludwig II se révolta contre la perte progressive de pouvoir de son royaume.
En 1868, le roi donne l'ordre de revoir complètement la conception et l'équipement de son wagon personnel dans le style Louis-quatorze. Le roi absolutiste Louis XIV de France, constructeur du château de Versailles dont ce style porte le nom, fut le grand modèle de Louis II de Bavière. Une première ébauche a été réalisée par l'architecte Friedrich Bürklein. Cependant, ce premier brouillon n'était pas assez « Louis-quatorze » pour le roi Ludwig. Il a demandé une révision, qui a été effectuée par le directeur technique du théâtre de la cour de Munich, Franz von Seitz, qui a également été impliqué dans d'autres projets de construction du roi à l'époque, y compris la conception des quartiers d'habitation du roi dans la résidence de Munich et au  Château de Linderhof. Les travaux de transformation du wagon ont eu lieu en 1870. Celui-ci ressemble à un décor de théâtre et devient un «Versailles sur roues». Le coût de conversion du wagon était de 19 000 Florins, ; avec 7 104 pour la dorure seule.
Décorer la voiture alors techniquement très moderne dans un style historiquement associé à l'absolutisme était une contradiction dans les termes - et aussi une annonce politique qui a été faite dans l'environnement bourgeois du XIXe siècle. Le fait même qu'un carrosse utilisé par un chef d'État monarchique soit richement décoré et meublé est en revanche typique du milieu du XIXe siècle. De tels véhicules maintenaient également la distance protocolaire au chef de l'État dans le trafic ferroviaire, accessible à tous et donc relativement « démocratique ».

### Utilisation parLudwigII
Ludwig II utilisait rarement  le wagon. Lors de l'unique tour du royaume par Ludwig II, effectué après la guerre perdue du 10 novembre au 10 décembre 1866 pour renforcer la loyauté des Francs, la berline faisait partie du train de la cour qui a été utilisé pour le voyage, mais toujours dans un état plus simple, comme Ludwig II l'avait repris de son père. Pour la période après la conversion en 1870, il y a peu de preuves de son utilisation.
Le 4 novembre 1870, le roi fit un essai routier avec la berline désormais convertie. Le 10 août 1871, Ludwig II et le "nouveau" Kaiser Wilhelm I. se rencontrent à Schwandorf. L'Empereur était en voyage à Bad Gastein. À Schwandorf, il monta dans le train de la cour de Ludwig qui l'attendait et les deux monarques ont voyagés ensemble à Ratisbonne. Un témoin contemporain a remarqué que l'empereur avec un "train simple brunâtre, noircie" , arriva à Schwandorf et changea pour le "noble train royal" du roi bavarois.
Ludwig II s'est de plus en plus retiré des yeux du public et a à peine utilisé le véhicule remarquable, qui le mettait déjà visuellement sous les yeux du public dont il avait peur. En l'absence de documents sur l'utilisation du véhicule, on ne sait pas si et à quelle fréquence le roi voyageait dans son wagon spélialisé. Au courant de son règne, il préfère un train spécial composé de voitures de transport en commun pour ses quelques déplacements, plutôt que les voitures du train royal, déjà très voyantes par leur dessin extérieur, afin de voyager incongnito.

### Utilisation après la mort deLudwigII
Il n'y a également que quelques sources sur l'utilisation du wagon après la mort du roi Ludwig II en 1886. Son utilisation dans le train de la cour du Shah de Perse, qui visitait l'Europe, est certaine ,. Le wagon a été modernisée au point de vue technique en 1891-1893 par MAN à Nuremberg (anciennement Klett & Comp.) et était encore dans le stock de wagons des Chemins de fer royaux bavarois en 1913.
Après la fin de la monarchie bavaroise en 1918, sur ordre du Ministère bavarois des transports, le wagon sera doué par les chemins de fer royaux bavarois au musée des transports de Nuremberg, qui à cette époque était également sous l'autorité de ce ministère. La voiture est exposée au public depuis que le Musée des transports a emménagé dans le bâtiment Lessing en 1925 . Pendant la Seconde Guerre mondiale, le véhicule n'a été que légèrement endommagé lors des raids aériens qui ont également touché le musée, par contre le wagon a été gravement endommagé par des pillages immédiatement après la guerre. Les parties enlevées lors des pillages ont été ajoutées en 1953, ce qui a réussi en termes de préservation des monuments car les plans de construction et d'équipement d'origine ont été conservés. Avec cette restauration, cependant, la plupart des traces d'utilisation ont été perdues, de sorte que le véhicule se présente au look de salle d'exposition .

## Description

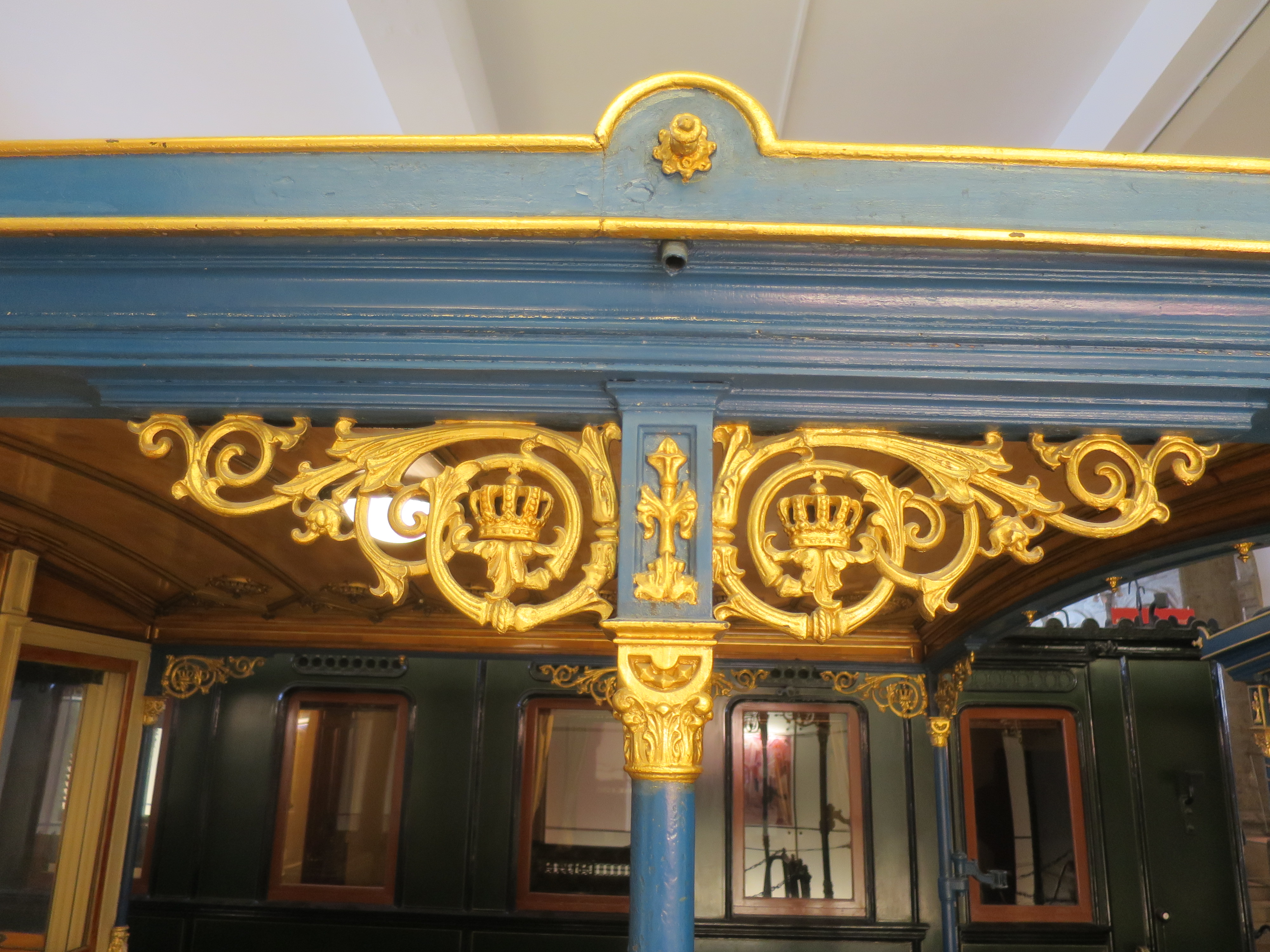
détail

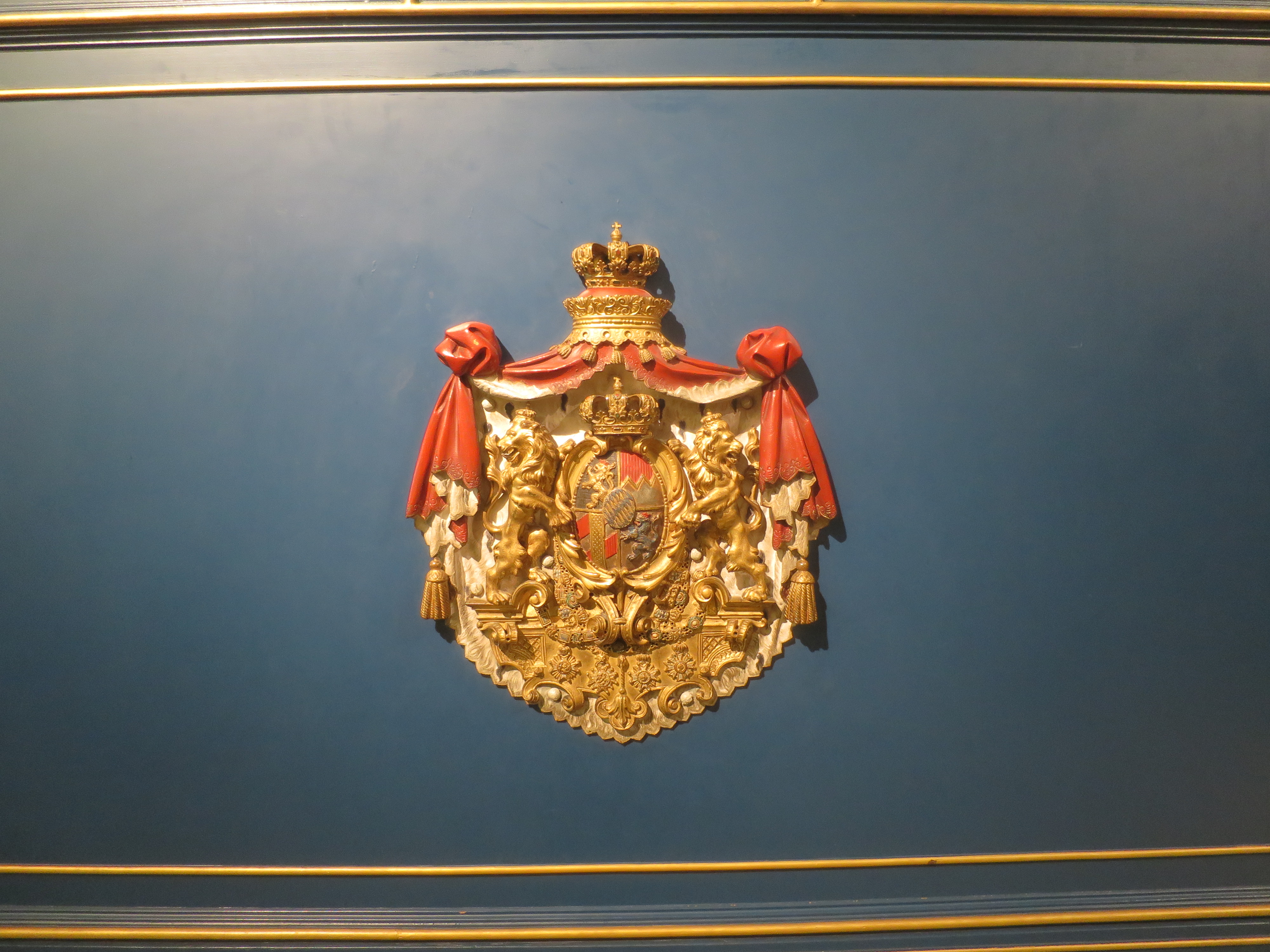
Armoiries royales

### Extérieur
La couleur de base du wagon est le bleu royal. À cela s'ajoutent des décorations dorées en bois et en bronze, des bandes, des guirlandes,  des figures décoratives et des éléments héraldiques qui sont placés sur le dessus. Sur le toit se trouve la couronne royale, qui mesure environ 50 centimètres de haut. Les somptueuses guirlandes de fleurs au-dessus des fenêtres et les putti sont typiques du style Louis-quatorze. Des lys stylisés, plante héraldique de la famille royale française, fait référence à Louis XIV . Sous les fenêtres, au milieu du wagon, les armoiries royales étaient placées, dans les champs à droite et à gauche de celle-ci le monogramme du roi, dans une couronne de feuilles de chêne et de laurier.

### Intérieur

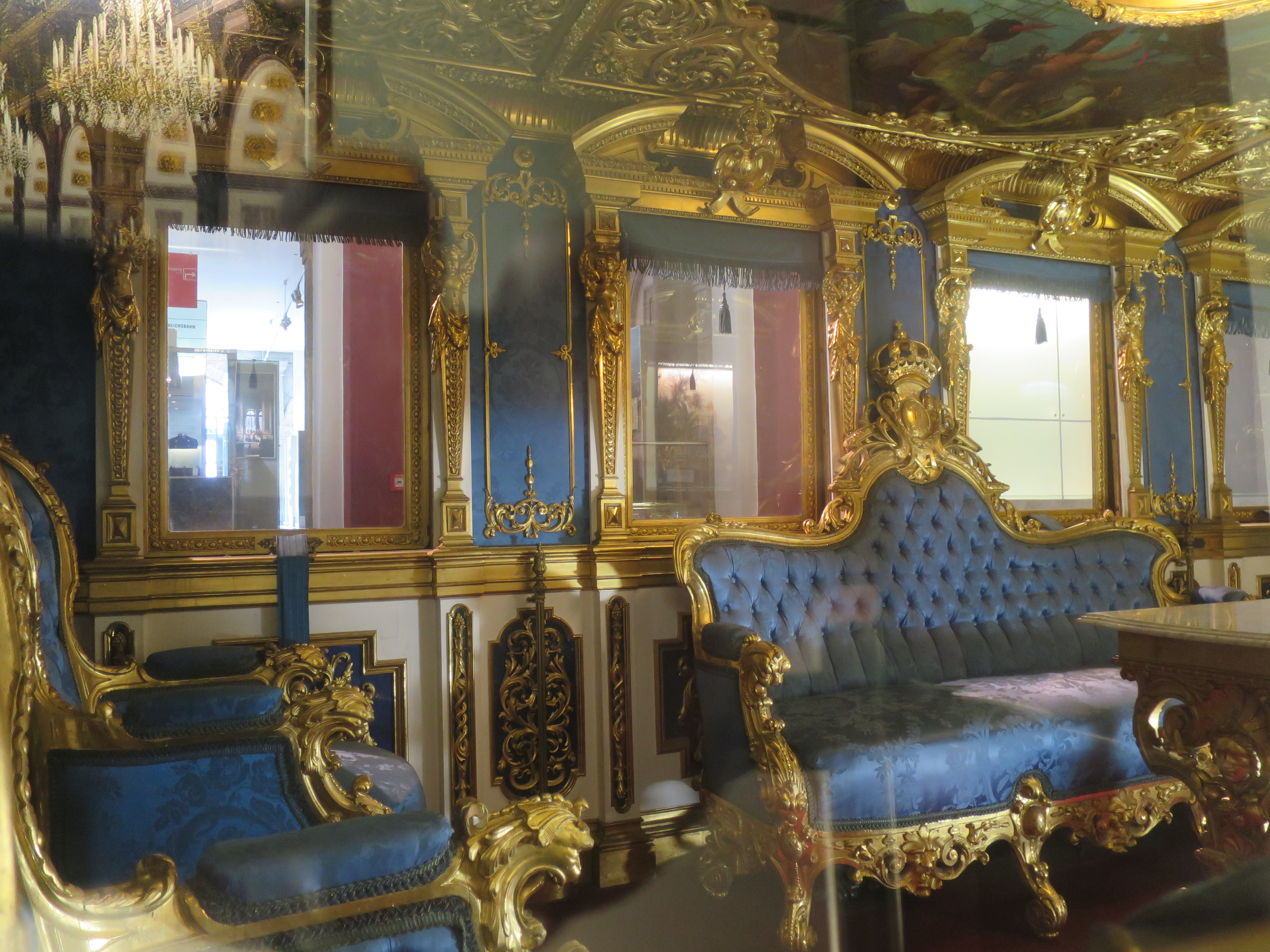
salon principal

La disposition des pièces est typique d'un wagon de l'époque : il y a des plates-formes d'embarquement ouvertes aux deux extrémités, à partir desquelles des portes battantes disposées au centre mènent à l'intérieur de la voiture. Les portes entre les pièces à l'intérieur sont alors à un seul vantail et sont toutes dans l'axe central du véhicule. L'enchaînement des pièces :
- un petit compartiment à deux places pour compagnons ou serviteurs, avec deux petits axes de fenêtre
- le salon principal, qui occupe environ la moitié de l'intérieur de la voiture, a quatre axes de fenêtre
- le compartiment couchage avec deux canapés, un à gauche et un à droite de l'allée, deux axes de fenêtre
- deux petits compartiments faisant face à une allée centrale avec les toilettes et une salle d'eau pour le roi, deux petits axes de fenêtres

La décoration intérieure est dans le même style, mais encore plus somptueuse que l'extérieur. Ici aussi, les putti dorés et les guirlandes dominent. Le plafond est orné de peintures, dont seule celle du centre est originale. Les petits tableaux ont été volés dans l'après-guerre et remplacés par des copies en 1953. Les originaux ont été réalisés par le peintre de théâtre Rudolf von Seitz, fils du susmentionné Franz von Seitz. Des motifs allégoriques sont représentés : dans le tableau central du grand salon figurent quatre groupes de personnages représentant des enfants dont quatre mariés à l'époque de Louis XIV et un autre montrant les continents connus. Au centre du tableau se trouve le plafonnier, qui symbolise également le soleil. Le tableau central est entouré de quatre plus petits tableaux, dans lesquels des paires de putti représentent l'une des quatre saisons. Le jour et la nuit sont représentés chacun dans une peinture au plafond dans l'armoire de couchage .
Le wagon du roi Ludwig II est considérée comme la plus magnifiquement meublée d'Allemagne.

### Technologie
Le wagon roule sur deux bogies à deux essieux. Les toilettes et les salles de bain étaient à la pointe de la technologie pour l'époque, mais aussi assez courantes dans un wagon. En 1870, la voiture reçut également un chauffage à la vapeur et un éclairage au kérosène . En 1893, l'éclairage au gaz et des freins à air Westinghouse ont été installés.